# Выдренков, Иван Олегович
Иван Олегович Выдренков (род. 31 июля 2004, Балашиха, Московская область) — российский хоккеист, защитник. Мастер спорта России (2024).

## Биография
Занимался в школах «Олимпиец» Балашиха (2012—2014) и московских «Динамо» (2014—2017) и «Северная звезда» (2017—2021). В сезонах 2021/22 — 2022/23 играл за фарм-клуб «Сочи» «Капитан» Ступино в МХЛ. 30 июня 2023 года был обменян в СКА. 23 сентября дебютировал в КХЛ в гостевом матче против «Амура» (4:0).